# Erika Hernández
Erika Janeth Hernández Díaz (nacida el 17 de marzo de 1999) es una futbolista panameña que juega como delantera del Umecit FC de la Liga de Fútbol Femenino de Panamá.

## Trayectoria

### CD Universitario
Comenzó a jugar en la Liga de Fútbol Femenino en el 2017 con el club Chorrillo FC que en 2018 pasó a llamarse CD Universitario. Salió campeona de la Liga de Fútbol Femenino 2018, del Torneo Clausura 2019 LFF y del Torneo Apertura 2019 LFF.

### UD Tacuense
El 29 de diciembre de 2019 fue anunciada como nueva jugadora del UD Tacuense. Por temas con su agente no pudo debutar con el club.[cita requerida]

### CD Universitario
En el 2020 regresó al CD Universitario para disputar el torneo del 2020.[cita requerida]

### UAI Urquiza
El 28 de enero de 2021 fue anunciada como nueva jugadora del Club Deportivo UAI Urquiza. Fue subcampeona del Torneo Femenino Apertura 2021 y del Torneo Femenino Clausura 2021.

### CD Plaza Amador
El 27 de diciembre de 2021 fue anunciada como nueva jugadora del CD Plaza Amador. Fue subcampeona de la Liga de Fútbol Femenino 2022 y llegó hasta las semifinales de la LFF 2023.[cita requerida]

### Sporting SM
En agosto de 2023 fue anunciada como nueva jugadora del Sporting SM. Con este equipo disputó la Copa Interclubes de la Uncaf Femenino 2023.[cita requerida]

### Chorrillo FC
El 1 de enero de 2024 fue anunciada como nueva jugadora del Chorrillo FC. Jugó el Torneo Apertura 2024 Liga de Fútbol Femenino en donde fueron eliminados en las semifinales en donde perdieron en un marcador global de 1 a 5 contra el CIEX Sports Academy.

### Umecit FC
El 24 de julio de 2024 fue anunciada como nueva jugadora del Umecit FC. Debutó con el club 1 de agosto de 2024 en el empate 3 a 3 contra el Panamá City FC en el Yappy Park en donde anotó 2 goles en el partido.

## Selección nacional
Participó en los XI Juegos Deportivos Centroamericanos, jugando cinco partidos con la selección de Panamá. Participó asimismo del Campeonato Femenino de CONCACAF 2018, donde anotó un gol. Disputó además tres partidos en los Juegos Panamericanos de 2019, dos partidos del Campeonato Femenino de la Concacaf de 2022 y un partido en la Copa Mundial Femenina de Fútbol de 2023.

### Goles internacionales
| Goles internacionales | Goles internacionales   | Goles internacionales                                     | Goles internacionales | Goles internacionales | Goles internacionales | Goles internacionales                 |
| N.º                   | Fecha                   | Lugar                                                     | Rival                 | Marcador              | Resultado             | Competición                           |
| --------------------- | ----------------------- | --------------------------------------------------------- | --------------------- | --------------------- | --------------------- | ------------------------------------- |
| 1                     | 12 de diciembre de 2017 | Estadio Independencia, Estelí, Nicaragua                  | Nicaragua             | 1-1                   | 1-1                   | XI Juegos Deportivos Centroamericanos |
| 2                     | 31 de agosto de 2018    | IMG Academy, Bradenton, Estados Unidos                    | Costa Rica            | 2-1                   | 3-1                   | Clas. al Premundial 2018              |
| 3                     | 4 de octubre de 2018    | WakeMed Soccer Park, Cary, Estados Unidos                 | Trinidad y Tobago     | 0-3                   | 0-3                   | Premundial 2018                       |
| 4                     | 9 de abril de 2022      | FFB Field, Belmopán, Belice                               | Aruba                 | 0-7                   | 0-9                   | Clas. al Premundial 2022              |
| 5                     | 10 de noviembre de 2022 | Estadio Municipal de Chapín, Jerez de la Frontera, España | Venezuela             | 0-2                   | 1-3                   | Amistoso                              |
| 6                     | 9 de abril de 2023      | Estadio Rommel Fernández, Ciudad de Panamá, Panamá        | República Dominicana  | 3-3                   | 4-3                   | Amistoso                              |
| 7                     | 26 de junio de 2023     | Estadio Victoria, Winston Churchill, Gibraltar            | Gibraltar             | 0–4                   | 0–7                   | Amistoso                              |

## Clubes
| Club             | País      | Año         |
| ---------------- | --------- | ----------- |
| CD Universitario | Panamá    | 2017 - 2019 |
| UD Tacuense      | España    | 2019 - 2020 |
| CD Universitario | Panamá    | 2020        |
| UAI Urquiza      | Argentina | 2021        |
| CD Plaza Amador  | Panamá    | 2021 - 2023 |
| Sporting SM      | Panamá    | 2023        |
| Chorrillo FC     | Panamá    | 2024        |
| Umecit FC        | Panamá    | 2024 - Act. |

## Palmarés

### Títulos nacionales
| Título           | Club             | País   | Año    |
| ---------------- | ---------------- | ------ | ------ |
| Primera División | CD Universitario | Panamá | 2018   |
| Primera División | CD Universitario | Panamá | 2019-C |
| Primera División | CD Universitario | Panamá | 2019-A |